# 41. ceremonia wręczenia nagród Brytyjskiej Akademii Filmowej
41. ceremonia rozdania nagród Brytyjskiej Akademii Sztuk Filmowych i Telewizyjnych.
 Najwięcej statuetek (4) otrzymał film Jean de Florette.

## Nominacje
Laureaci oznaczeni są wytłuszczeniem

### Najlepszy film
- Claude Berri – Jean de Florette
- Richard Attenborough – Krzyk wolności
- John Boorman – Nadzieja i chwała
- Robert Greenhut, Woody Allen – Złote czasy radia

### Najlepszy film zagraniczny
- Anna-Lena Wibom, Andriej Tarkowski – Ofiarowanie
- Claude Berri – Jean de Florette
- Claude Berri – Manon u źródeł
- Waldemar Bergendahl, Lasse Hallström – Moje pieskie życie

### Najlepszy aktor
- Sean Connery − Imię róży
- Gérard Depardieu − Jean de Florette
- Yves Montand − Jean de Florette
- Gary Oldman − Nadstaw uszu

### Najlepsza aktorka
- Anne Bancroft − 84 Charing Cross Road
- Emily Lloyd − Szkoda, że Cię tu nie ma
- Sarah Miles − Nadzieja i chwała
- Julie Walters − Personal Services

### Najlepszy aktor drugoplanowy
- Daniel Auteuil − Jean de Florette
- Ian Bannen − Nadzieja i chwała
- Sean Connery − Nietykalni
- John Thaw − Krzyk wolności

### Najlepsza aktorka drugoplanowa
- Susan Wooldridge − Nadzieja i chwała
- Judi Dench − 84 Charing Cross Road
- Vanessa Redgrave − Nadstaw uszu
- Dianne Wiest − Złote czasy radia

### Najlepsza reżyseria
- Oliver Stone − Pluton
- Richard Attenborough − Krzyk wolności
- Claude Berri − Jean de Florette
- John Boorman − Nadzieja i chwała

### Najlepszy scenariusz oryginalny
- David Leland − Szkoda, że Cię tu nie ma
- John Boorman − Nadzieja i chwała
- David Leland − Personal Services
- Woody Allen − Złote czasy radia

### Najlepszy scenariusz adaptowany
- Claude Berri, Gerard Brach − Jean de Florette
- Hugh Whitemore − 84 Charing Cross Road
- Christine Edzard − Mała Dorrit
- Alan Bennett − Nadstaw uszu

### Najlepsze zdjęcia
- Bruno Nuytten − Jean de Florette
- Ronnie Taylor − Krzyk wolności
- Philippe Rousselot − Nadzieja i chwała
- Robert Richardson − Pluton

### Najlepsze kostiumy
- Jeffrey Kurland − Złote czasy radia
- Joyce Carter, Danielle Garderes, Claude Gastine, Judith Loom, Sally Neale, Jackie Smith, Barbara Sonnex − Mała Dorrit
- Shirley Russell − Nadzieja i chwała
- Marilyn Vance − Nietykalni

### Najlepszy dźwięk
- Jonathan Bates, Simon Kaye, Gerry Humphreys − Krzyk wolności
- Nigel Galt, Edward Tise, Andy Nelson − Full Metal Jacket
- Ron Davis, Peter Handford, John Hayward − Nadzieja i chwała
- Robert Hein, James Sabat, Lee Dichter − Złote czasy radia

### Najlepszy montaż
- Claire Simpson − Pluton
- Lesley Walker − Krzyk wolności
- Ian Crafford − Nadzieja i chwała
- Susan E. Morse − Złote czasy radia

### Najlepsze efekty specjalne
- Michael Lantieri, Michael Owens, Ed Jones, Bruce Walters − Czarownice z Eastwick
- John Evans − Full Metal Jacket
- Chris Walas, Jon Berg, Louis Craig, Hoyt Yeatman − Mucha
- Bran Ferren, Martin Gutteridge, Lyle Conway, Richard Conway − Sklepik z horrorami

### Najlepsza muzyka
- Ennio Morricone − Nietykalni
- George Fenton, Jonas Gwangwa − Krzyk wolności
- Peter Martin − Nadzieja i chwała
- Stanley Myers − Szkoda, że Cię tu nie ma

### Najlepsza charakteryzacja
- Hasso von Hugo − Imię róży
- Michèle Dernelle, Jean-Pierre Eychenne − Jean de Florette
- Chris Walas, Stephan Dupuis − Mucha
- Anna Dryhurst − Nadzieja i chwała

### Najlepsza scenografia
- Santo Loquasto − Złote czasy radia
- Bernard Vézat − Jean de Florette
- Anthony Pratt − Nadzieja i chwała
- William A. Elliott − Nietykalni

## Podsumowanie
Laureaci

Nagroda / Nominacja

- 4 / 10 – Jean de Florette
- '2 / 2 - Imię róży
- 2 / 3 – Pluton
- 2 / 7 – Złote czasy radia
- 1 / 3 – 84 Charing Cross Road
- 1 / 3 – Szkoda, że Cię nie ma
- 1 / 4 – Nietykalni
- 1 / 7 – Krzyk wolności
- 1 / 13 – Nadzieja i chwała

Przegrani

- 0 / 2 – Mała Dorrit
- 0 / 2 – Full Metal Jacket
- 0 / 2 – Mucha
- 0 / 3 – Nadstaw uszu